# Laurens, Iowa
Laurens là một thành phố thuộc quận Pocahontas, tiểu bang Iowa, Hoa Kỳ. Năm 2010, dân số của thành phố này là 1258 người.

## Dân số
Dân số qua các năm:
- Năm 2000: 1476 người.
- Năm 2010: 1258 người.